# جغرافیای قطر

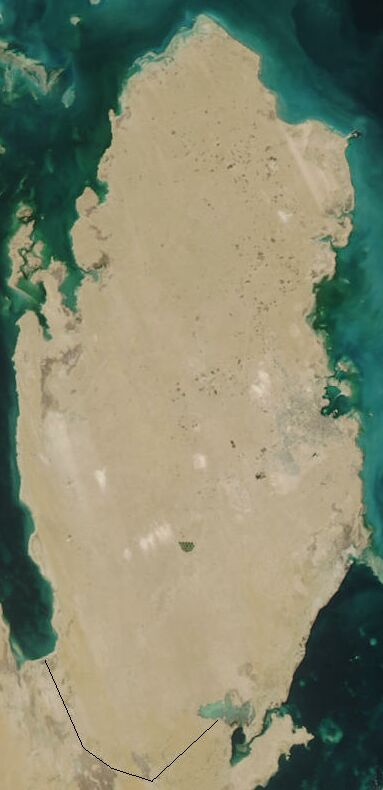
نگاره ماهواره‌ای قطر

قطر شبه‌جزیره‌ای است در شرق شبه‌جزیره عربستان که با خلیج فارس و عربستان سعودی هم‌مرز است و در موقعیتی راهبردی در نزدیکی ذخایر بزرگ نفت و گاز طبیعی قرار دارد. کشور قطر مساحتی برابر با ۱۱٬۵۷۱ کیلومتر مربع را دربر می‌گیرد و این شبه‌جزیره حدود ۱۶۰ کیلومتر به‌سوی شمال در خلیج فارس پیشروی دارد.
پهنای این سرزمین بین ۵۵ تا ۹۰ کیلومتر متغیر است و بیشتر آن سرزمینی هموار و سنگلاخی است (بالاترین نقطه ارتفاعی آن ۱۰۳ متر است). ویژگی‌های برجستهٔ طبیعی آن عبارت‌اند از: نمکزارهای ساحلی، برآمدگی‌های آهکی (مانند چین‌خوردگی دخان در ساحل غربی که میدان نفتی دخان در زیر آن قرار دارد) و تپه‌های شنی عظیمی که خور العدید (شاخابه‌ای در جنوب شرق قطر از خلیج فارس که به انگلیسی به «دریای درونی» مشهور است) را احاطه کرده‌اند.
آب و هوای قطر آب و هوایی بیابانی است. در این کشور زمستان، هوایی خنک دارد. در زمستان در اثر توده هوایی سودانی باران‌های سیل آسایی در این کشور می‌بارد که خسارت به بار می‌آورد؛ ولی تابستان هوایی شرجی و گرم دارد.
شهرهای قطر عبارت‌اند از وکره، خور، دخان، زباره، شمال، مسیعید، رأس لفان. شهر جدیدی به نام لوسیل و شهرکی جزیره‌ای به نام مروارید قطر نیز در این کشور در دست ساخت هستند.

## مساحت و مرزها
قطر تنها یک مرز زمینی دارد. این کشور از جنوب با عربستان سعودی هم‌مرز است. این مرز در سال ۱۹۶۵ توافق شد اما هیچ‌گاه به‌صورت رسمی علامت‌گذاری نشد. این مرز زمینی از رأس خلیج سلوه در ابوسمره تا خور العدید امتداد دارد و حدود ۸۷ کیلومتر طول دارد.
قطر به‌صورت شبه‌جزیره‌ای است که از شمال و شرق با آب‌های گرم خلیج فارس احاطه شده‌است. مرز غربی آن خلیج سلوه است، فرو رفتگی‌ای در خشکی که قطر را از ساحل احساء و بحرین جدا می‌کند.
فاصلهٔ ساحل شمال‌غربی قطر تا جزایر اصلی بحرین کمتر از ۳۰ کیلومتر است، در حالی که جزایر کوچک جزایر حوار (متعلق به بحرین) تنها ۱٫۹ کیلومتر با ساحل قطر فاصله دارند. بزرگ‌ترین جزیرهٔ این مجموعه ۵ کیلومتر با خاک اصلی قطر فاصله دارد. شمالی‌ترین نقطهٔ شبه‌جزیره، رأس رکن نام دارد.

### ادعاهای دریایی
مرزهای دریایی قطر شامل منطقهٔ همجوار به‌وسعت ۲۴ مایل دریایی، منطقهٔ انحصاری اقتصادی به‌وسعت ۳۱٬۵۹۰ کیلومتر مربع (بر پایهٔ توافقات دوجانبه) و آب‌های سرزمینی به‌وسعت ۱۲ مایل دریایی است. این مرزها در آوریل ۱۹۹۲ با فرمان شماره ۴۰ به تصویب رسید. منطقهٔ انحصاری اقتصادی نخستین‌بار در سال ۱۹۷۴ اعلام شد.
دماغهٔ قطری که در ساحل غربی خلیج فارس جای دارد، به‌صورت طولی در آب‌های خلیج پیشروی دارد و موقعیتی راهبردی برای دریافت بادهای باران‌آور و تأثیرگذاری بر جریان‌های دریایی در حوزهٔ جنوب‌غربی خلیج فراهم می‌کند. خط ساحلی گستردهٔ قطر امکان بهره‌برداری از ذخایر مروارید و منابع ماهیگیری و نیز دسترسی به مخازن زیرآبی نفت را فراهم می‌سازد. افزون‌بر مرواریدهای باکیفیت، ۴۸٪ از صخره‌های مرجانی خلیج فارس در آب‌های قطر قرار دارند.
ساحل قطر با فرورفتگی‌ها و بیرون‌زدگی‌های متعددی مانند رأس لفان شناخته می‌شود. این ساحل طبیعی هم‌زمان نقش بندر و ایستگاه ترانزیتی برای کشتی‌های در حال گذر از خلیج فارس را نیز ایفا می‌کند.

### جزایر
از میان جزایر قطر، جزیره حالول مهم‌ترین آن‌هاست. این جزیره در فاصلهٔ حدود ۹۰ کیلومتری شرق دوحه قرار دارد و به‌عنوان پایگاه ذخیره‌سازی و بارگیری نفت از میدان‌های فراساحلی پیرامون عمل می‌کند. جزایر حوار و جزایر مجاور در نزدیکی ساحل غربی، مورد اختلاف ارضی میان قطر و بحرین هستند.

## اقلیم
تابستان طولانی (ژوئن تا سپتامبر) با گرمای شدید و دوره‌های خشک و مرطوب متناوب شناخته می‌شود و دما بیش از ۴۰ درجهٔ سلسیوس می‌رسد. در دورهٔ نوامبر تا مارس دما معتدل‌تر است، از حدود ۳۹ درجهٔ سلسیوس در آوریل تا پایین‌ترین مقدار یعنی ۷ درجه در ژانویه. بارش سالانه حدود ۱۰۰ میلی‌متر است که به زمستان محدود می‌شود و به‌صورت طوفان‌های کوتاه ولی گاه سنگین رخ می‌دهد و ممکن است بسترهای خشک رودخانه‌ها را دچار سیلاب کند.
گاه طوفان‌های ناگهانی و شدید شن سراسر شبه‌جزیره را می‌پوشانند، خورشید را پنهان می‌سازند، به سازه‌ها آسیب می‌زنند و موقتاً رفت‌وآمد و خدمات عمومی را مختل می‌کنند.
کم‌بارشی و کمبود منابع آب زیرزمینی، که بیشترشان دارای مواد معدنی زیاد و نامناسب برای آشامیدن یا کشاورزی هستند، تا پیش از آغاز پروژه‌های شیرین‌سازی آب، جمعیت و گسترش کشاورزی و صنعت را محدود می‌کرد. هرچند هنوز بخشی از آب از منابع زیرزمینی تأمین می‌شود، بیشتر آن از راه شیرین‌سازی آب دریا به دست می‌آید.

== پستی‌بلندی‌ها و مناطق طبیعی == 

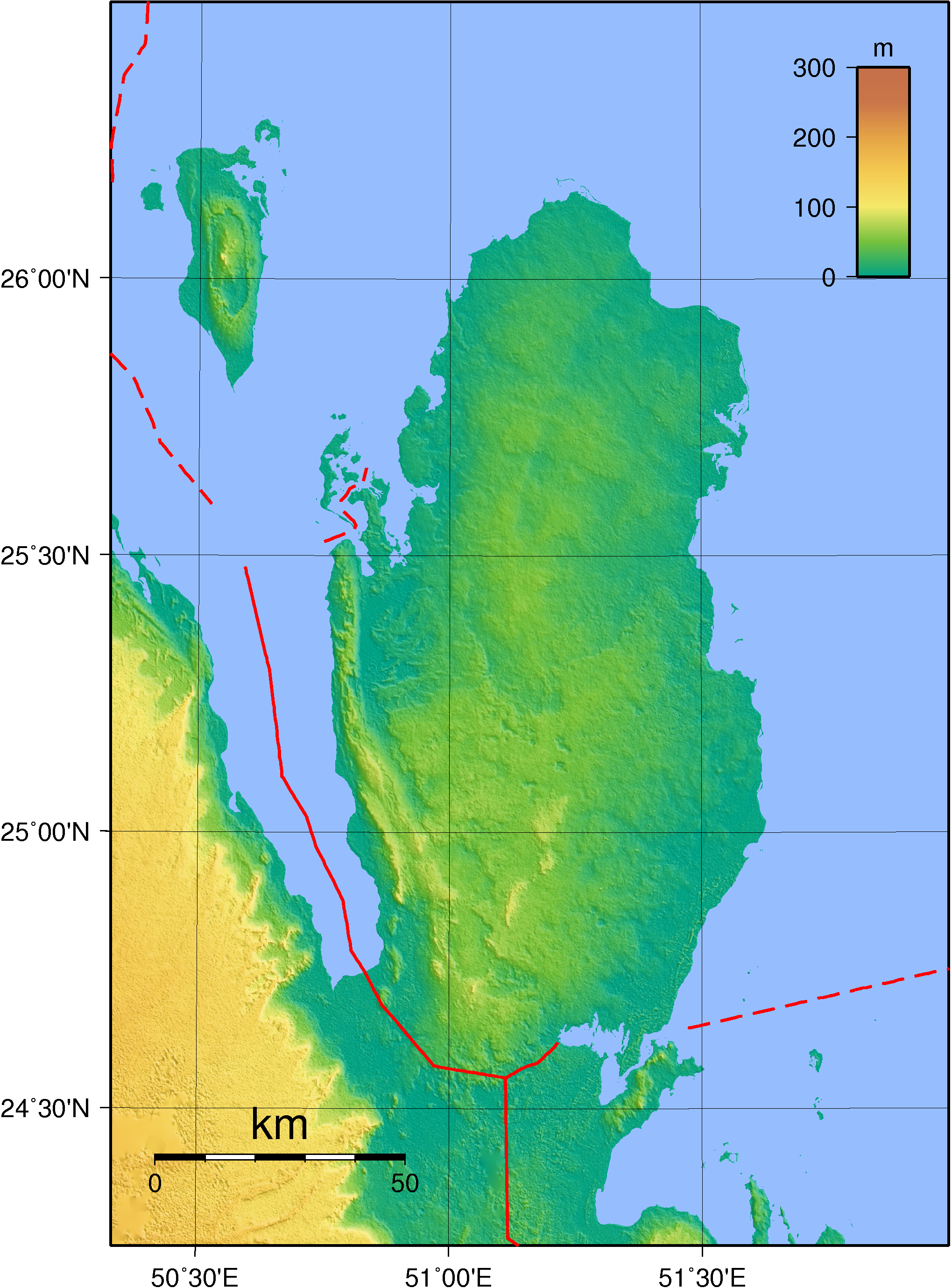
نقشه ناهمواری‌های قطر

 شبه‌جزیرهٔ قطر سرزمینی پست به‌شمار می‌رود. این شکل ظاهری بازتابی از طاقدیس قوس قطر است، که در زمان برخورد اَمَری پیش‌کامبرین در حدود ۶۴۰ تا ۶۲۰ میلیون سال پیش شکل گرفت.
این سرزمین با ماسه‌ها و سنگ‌ریزه‌هایی پوشیده شده که از سنگ‌های آهکی فرسوده شده‌اند. دشت‌هایی هموار با گردوغبار ریز در شرق قطر دیده می‌شود، در حالی که بخش‌های جنوبی و جنوب‌غربی عمدتاً شامل تپه‌های شنی و دشت‌های نمکی (که به‌صورت بومی سبخه نامیده می‌شوند) است، به‌ویژه در نزدیکی مسیعید و خور العدید.
سبخه‌هایی نیز در غرب قطر، به‌ویژه در نزدیکی دخان و سوده نثیل دیده می‌شوند. رشته‌کوه‌هایی (جبال) در غرب قطر، در حوالی دخان و همچنین در جبل فویریت در ساحل شمال‌شرقی وجود دارند.
برای اهداف رده‌بندی، سرزمین قطر به پنج ناحیهٔ اصلی تقسیم می‌شود: دشت ساحلی، دشت داخلی، کمربند مرکزی، منطقهٔ دخان، و بیابان جنوبی.

### دشت ساحلی
ساحل قطر که حدود ۶۵۰ کیلومتر از ابوسمره تا خور العدید از طریق الروییس امتداد دارد، از نوع ساحل سربرآورده است و ویژگی آن نهشته‌های زمین‌شناختی نسبتاً تازه است. ساحل غربی از ابوسمره تا رأس دخان نسبتاً مستقیم است، در حالی که به‌سوی شمال تا الروییس فرورفتگی‌هایی دایره‌ای و کشیده در آب دارد. ساحل شرقی پهن‌تر است و از دوحه الحُسَین به‌سمت شرق ارتفاع آن افزایش می‌یابد.
جزایر کم‌ارتفاع و هموار فراساحلی در نزدیکی ساحل قرار دارند و اغلب دارای صخره‌های مرجانی هستند. تماس آب شور با زمین پست در نزدیکی ساحل موجب شکل‌گیری بسیاری از سبخه‌ها شده‌است.

### دشت داخلی

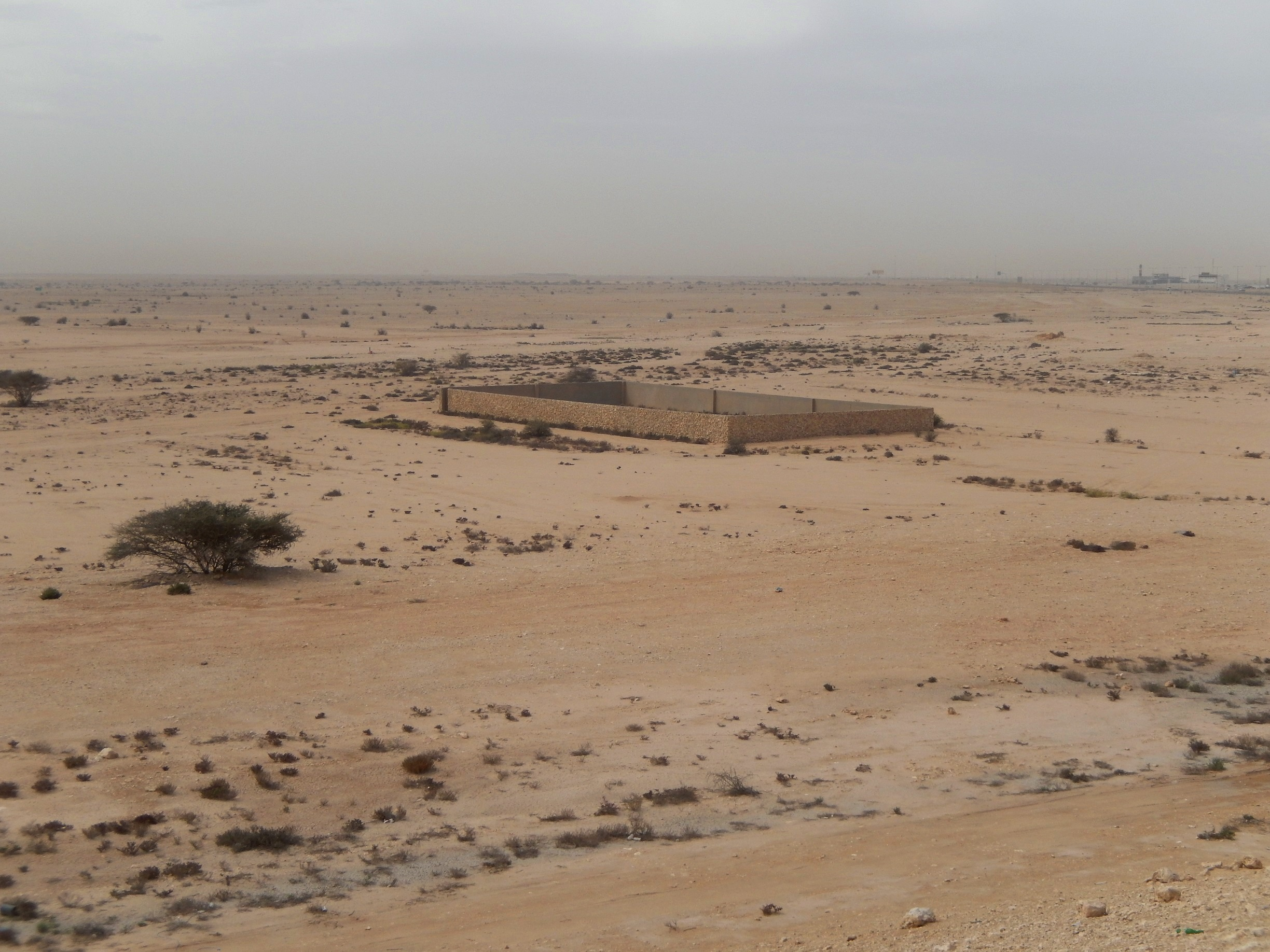
بیابان سیمایسمه، در بخش جنوبی ناحیه دشت داخلی

این ناحیه از مرزهای درونی نوار ساحلی آغاز می‌شود و از شمال با خط المفجر تا ابوذلوف محدود شده‌است. در بخش جنوبی، این منطقه به‌طور قابل‌توجهی گسترده‌تر است؛ در شمال بین العذبه و الرکیات حدود ۱۸٫۵ کیلومتر عرض دارد، در حالی که در جنوب، بین ام‌القهب و السویحلیه این عرض به ۴۶٫۵ کیلومتر می‌رسد. این ناحیه دارای یازده حوضه بسته است.
بخش شمالی نسبتاً هموار است، در حالی که ناحیهٔ میانی بین فویریت و روضه الفرس توپوگرافی پیچیده‌تری دارد و ارتفاع آن بین ۱۱ تا ۲۱ متر متغیر است.

### کمربند مرکزی
این ناحیه با گنبد اصلی قطر که جهت شمالی–جنوبی دارد هم‌راستا است. این منطقه به‌خاطر تنوع پستی‌بلندی‌ها شناخته می‌شود و ارتفاع آن بین ۳۱ تا ۴۹ متر از سطح دریاست. سطح آن ناهموار است و تپه‌هایی با شکل دایره‌ای یا مستطیلی در مرزهای غربی آن تا ارتفاع ۴۹ متر بالا می‌روند. در سراسر این ناحیه چهارده حوضهٔ بسته پراکنده شده‌اند؛ در شرق (در نهشته‌های روس) کوچک‌ترند و در غرب (در سازند دَمّام) بزرگ‌تر.
بالاترین نقاط این ناحیه در تپه‌های جنوب‌شرقی الجمیلیه و غرب جادهٔ الجمیلیه–الشحانیه واقع‌اند.

### منطقهٔ دخان

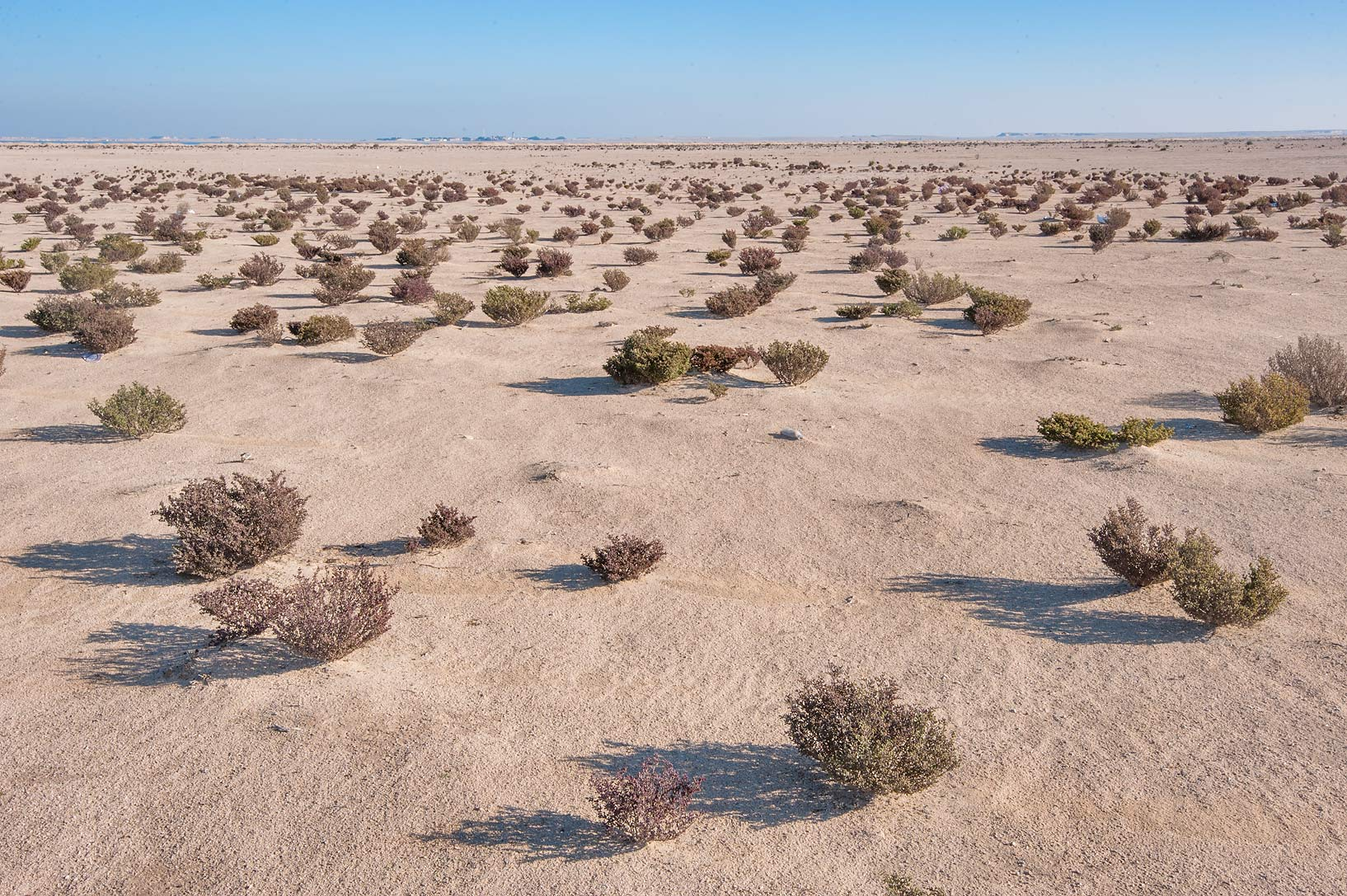
چشم‌انداز نزدیک سبخهٔ دخان

این ناحیه بخش بزرگی از غرب قطر را دربر می‌گیرد و به‌طول ۸۷ کیلومتر از رأس ابروق در شمال تا النخش در جنوب کشیده شده‌است. این منطقه دارای ساختارهای پیچیدهٔ زمین‌شناسی است و ارتفاع آن در خشم النخش به ۹۲ متر می‌رسد، در حالی که در سبخه دخان به ۵ متر زیر سطح دریا می‌رسد.
این سبخه، بزرگ‌ترین سبخهٔ درون‌سرزمینی خلیج فارس، حدود ۲۰ کیلومتر طول و ۷۳ کیلومتر مربع مساحت دارد و پایین‌ترین نقطهٔ قطر در آن، با ارتفاع ۶ متر زیر سطح دریاست.
جبل نخش، رشته‌کوهی برجسته در جنوب دخان، دارای ذخایر قابل‌توجه گچ است.

### بیابان جنوبی

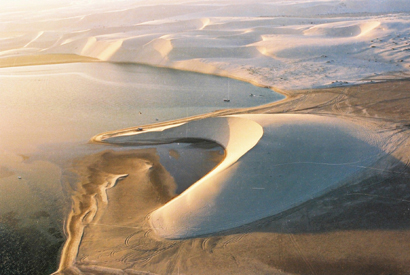
تپه‌های شنی در خور العدید

این ناحیه ۳۴٫۷٪ از کل مساحت قطر را در جنوب عرض جغرافیایی دوحه دربر می‌گیرد. توپوگرافی آن شبیه به مناطق بیابانی ابوظبی، عربستان سعودی و بحرین است، با تپه‌های شنی موج‌دار و سطوح سنگی حمادهای.
این منطقه به چهار زیربخش تقسیم می‌شود:
العریّق: منطقه‌ای مثلثی در انتهای غربی، که رأس آن در ابوسمره است. ضلع شمالی آن هم‌راستا با انتهای جنوبی جادهٔ دوحه–ابوسمره و ضلع جنوبی آن هم‌راستا با خط مرزی به‌سمت جنوب‌شرق است.
میوسن–طیور: دارای تپه‌های منفرد در میان دشتی سنگی. بلندترین آن‌ها ۱۰۳ متر است و شامل بلندترین نقطهٔ قطر یعنی قرین ابو البول می‌شود. این زیربخش در جنوب‌غربی شبه‌جزیره، شامل مناطق مکینس، الخراره و وادی جلال قرار دارد.
سطوح سنگی: شامل سنگ‌بسترهای برهنه و صاف‌شده است که به‌شکل دشت‌های سنگفرش بیابانی دیده می‌شوند. این زیربخش شامل دو واحد است: یکی به شکل ذوزنقه که خط لولهٔ آب آن را از ابونخله تا مسیعید قطع می‌کند، و دیگری از ام جوالق تا خور العدید امتداد دارد.
تپه‌های شنی: این زیربخش ۱٫۶٪ از مساحت قطر را تشکیل می‌دهد. ارتفاع تپه‌ها از ۳۸ تا ۶۷ متر متغیر است و در میان آن‌ها حوضه‌های بستهٔ متعددی قرار دارد که کف آن‌ها بین ۱۹ تا ۳۴ متر بالاتر از سطح دریاست. مرز شمالی این منطقه با عرض جغرافیایی ام‌عوینه هم‌راستاست.

## پدیده‌های زمین‌ریختی

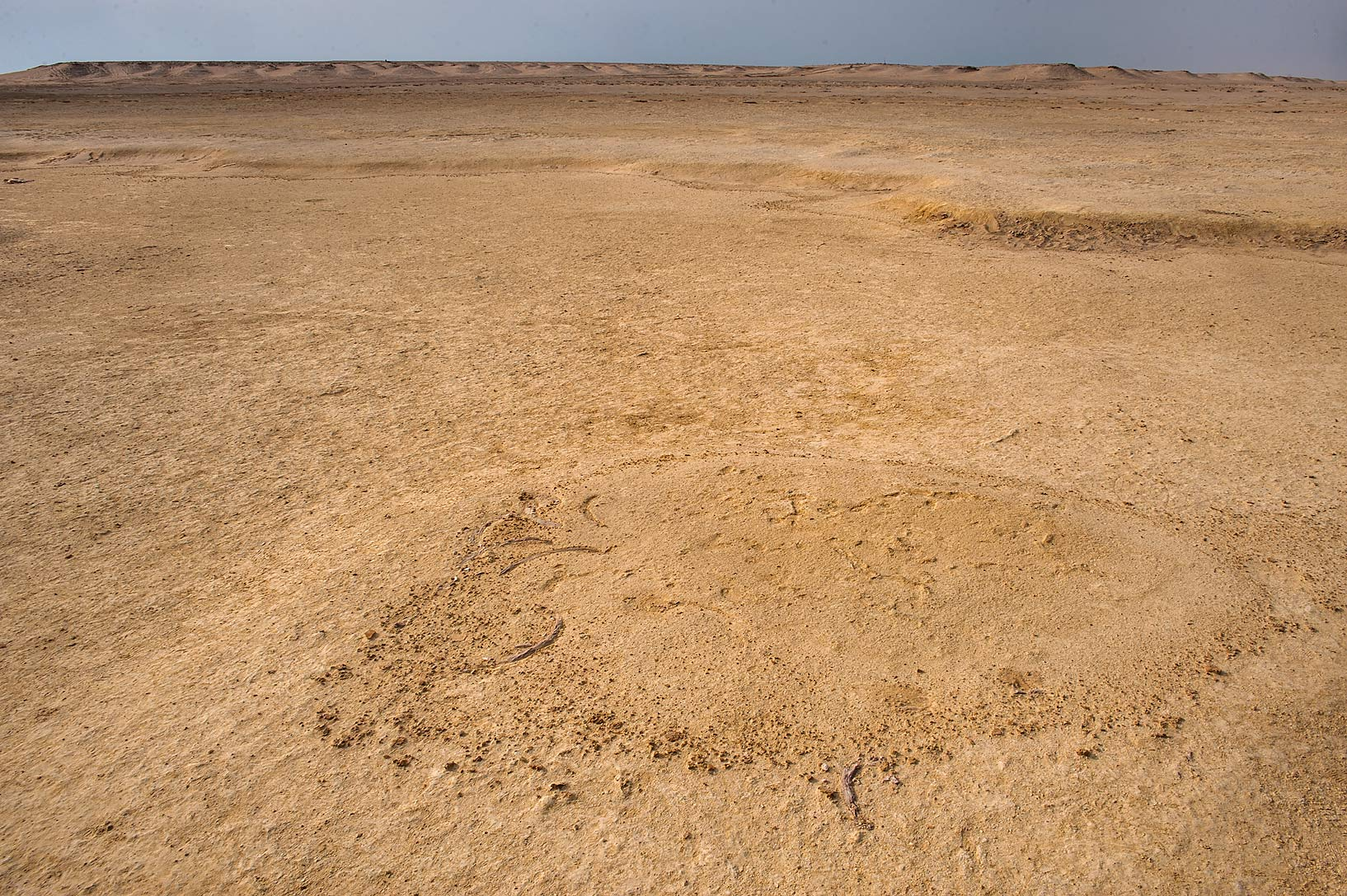
سبخهٔ ساحلی در جنوب‌غرب قطر

### سبخه‌ها
شبه‌جزیرهٔ قطر به‌خاطر سبخه‌های خود (دشت‌های نمکی) مشهور است که در دو گونهٔ اصلی یافت می‌شوند: ساحلی و درون‌سرزمینی. سبخه‌های ساحلی که عمدتاً در سواحل شرقی قطر یافت می‌شوند، مساحتی نزدیک به ۷۵ کیلومتر مربع دارند. ارتفاع این سبخه‌ها به‌ندرت از ۱ تا ۲ متر بالاتر از سطح دریا تجاوز می‌کند و در برخی نقاط زیر سطح دریا قرار دارند. در نتیجه، در جریان مدهای بسیار بالا و به‌ویژه هنگام وزش بادهای شدید شرقی، آب دریا ممکن است این مناطق پست را زیر آب ببرد.
سبخه‌های درون‌سرزمینی گرچه کمتر رایج‌اند، از نظر زمین‌شناسی اهمیت زیادی دارند. نمونه‌ای برجسته از آن‌ها، سبخه دخان است که در ۳ کیلومتری شرق جبل دخان و جنوب خلیج زکریت قرار دارد. این فرورفتگی با مساحت ۷۳ کیلومتر مربع، عمدتاً زیر سطح دریا واقع است و پایین‌ترین نقطهٔ قطر با ارتفاع ۶ متر زیر سطح دریا در آن جای دارد. این سبخه ۲۴ کیلومتر از شمال به جنوب و ۶ کیلومتر از شرق به غرب گسترده شده‌است.
یک مجموعهٔ دیگر از سبخه‌های درون‌سرزمینی قابل‌توجه در مرز میان قطر، عربستان سعودی و امارات متحده عربی قرار دارد. این مجموعه شامل سه بخش جداگانه است: سوده نثیل در جنوب، جوا سلامه در غرب و الخفس در شرق. این سبخه‌ها که عمدتاً زیر سطح دریا قرار دارند، در مجموع ۲۵ کیلومتر مربع را دربر می‌گیرند.

### فرورفتگی‌ها

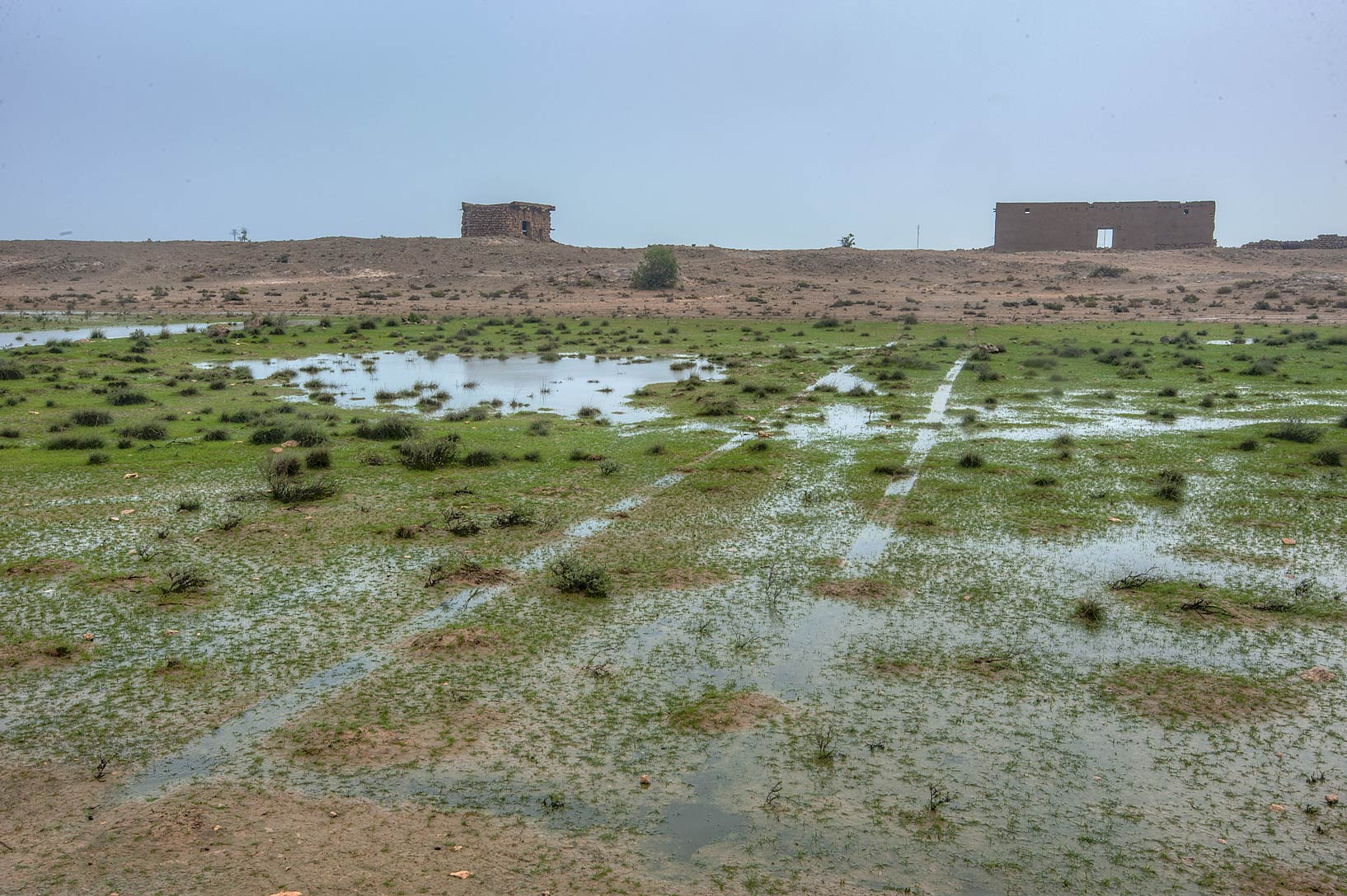
یک فرورفتگی (روضه) در نزدیکی جبل جصاصیه در شمال قطر

سطح شبه‌جزیرهٔ قطر دارای فرورفتگی‌های کوچک زیادی است که به‌صورت بومی «روضه» (و جمع آن «ریاض») نامیده می‌شوند. این فرورفتگی‌ها به‌طور معمول به‌صورت حوضه‌های بسته دیده می‌شوند، به‌جز در مناطق جنوب‌مرکزی که ممکن است از یک یا چند سو باز باشند. شکل آن‌ها گوناگون است: برخی دایره‌ای، برخی کشیده و بعضی هم سکوهای نامنظم دارند. اندازهٔ آن‌ها نیز بسیار متغیر است؛ برخی مانند «فرورفتگی المجده» چندین کیلومتر امتداد دارند، در حالی که کوچک‌ترینشان تنها چند ده متر وسعت دارند. منشأ شکل‌گیری آن‌ها عمدتاً حل‌شدن آهک‌های سطحی توسط رواناب باران است؛ فرایندی که در بیشتر سطح قطر فعال بوده‌است.

### دره‌ها
دره‌های خشک، یا همان وادی‌ها، بیشتر در شمال قطر و در حوالی جبل دخان دیده می‌شوند. این دره‌ها با داشتن سامانه‌های زهکشی داخلی شناخته می‌شوند که در فرورفتگی‌های کم‌عمق (معمولاً ۲ تا ۳ متر عمق) پایان می‌یابند. با آنکه درازای برخی از آن‌ها به چندین کیلومتر می‌رسد، اما عرض آن‌ها بسیار کم و معمولاً کمتر از ۱۰۰ متر است.

### تپه‌ها

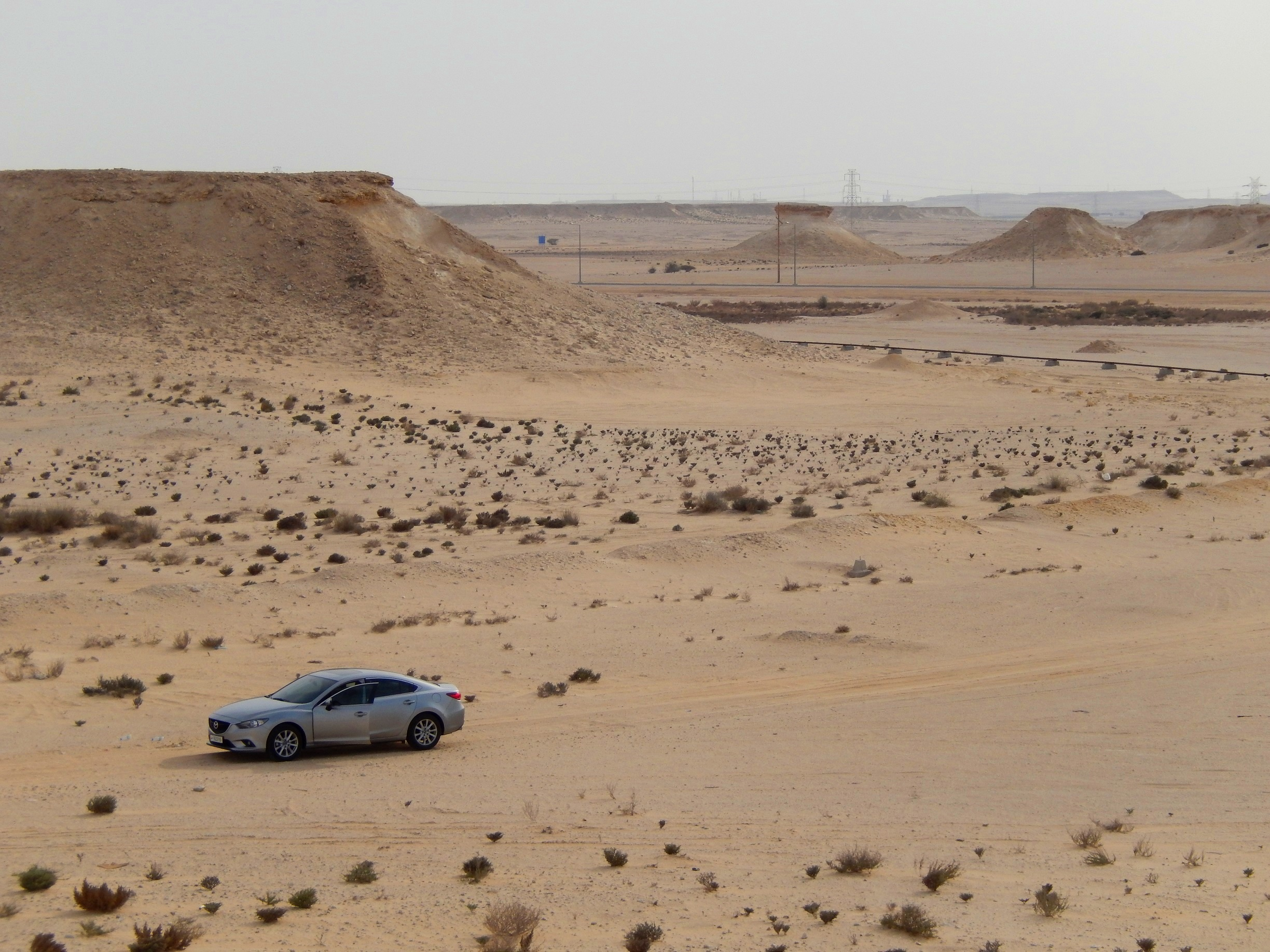
تپه‌های صاف‌سَر در شبه‌جزیره زکریت

در بخش‌های غربی و جنوبی قطر، تپه‌هایی پراکنده و کم‌ارتفاع دیده می‌شوند. یکی از برجسته‌ترین آن‌ها جبل دخان است؛ رشته‌ای از تپه‌های محدب که به‌طول ۸۰ کیلومتر در امتداد ساحل غربی از شمال به جنوب کشیده شده‌اند.
جغرافیای قطر همچنین دارای تپه‌های صاف‌سَری است که از لایه‌های افقی تشکیل شده‌اند و بخش فوقانی آن‌ها را سنگ‌هایی سخت‌تر فرا گرفته‌اند. این سازه‌ها دارای دامنه‌هایی تند و اغلب مقعر یا پله‌ای هستند که در اثر میزان مقاومت متفاوت لایه‌های سنگی شکل گرفته‌اند.
ویژگی‌های تپه‌ای قطر از تپه‌های مخروطی کوچک (که سنگ سخت بالایی‌شان فرسوده شده) تا پدیده‌هایی شبیه میزه‌ها (تخت‌تپه‌ها) متغیر است. ارتفاع این تپه‌ها بسیار متنوع است: در شبه‌جزیرهٔ زکریت و حوالی الخور بین ۱۰ تا ۱۵ متر، در حالی که در جنوب قطر، ارتفاع آن‌ها بیشتر است و بلندترین نقطهٔ کشور، یعنی قرین ابو البول (که به «طویّر الحمیر» نیز معروف است)، بیش از ۱۰۰ متر ارتفاع دارد.

## حیات وحش

### گیاهان

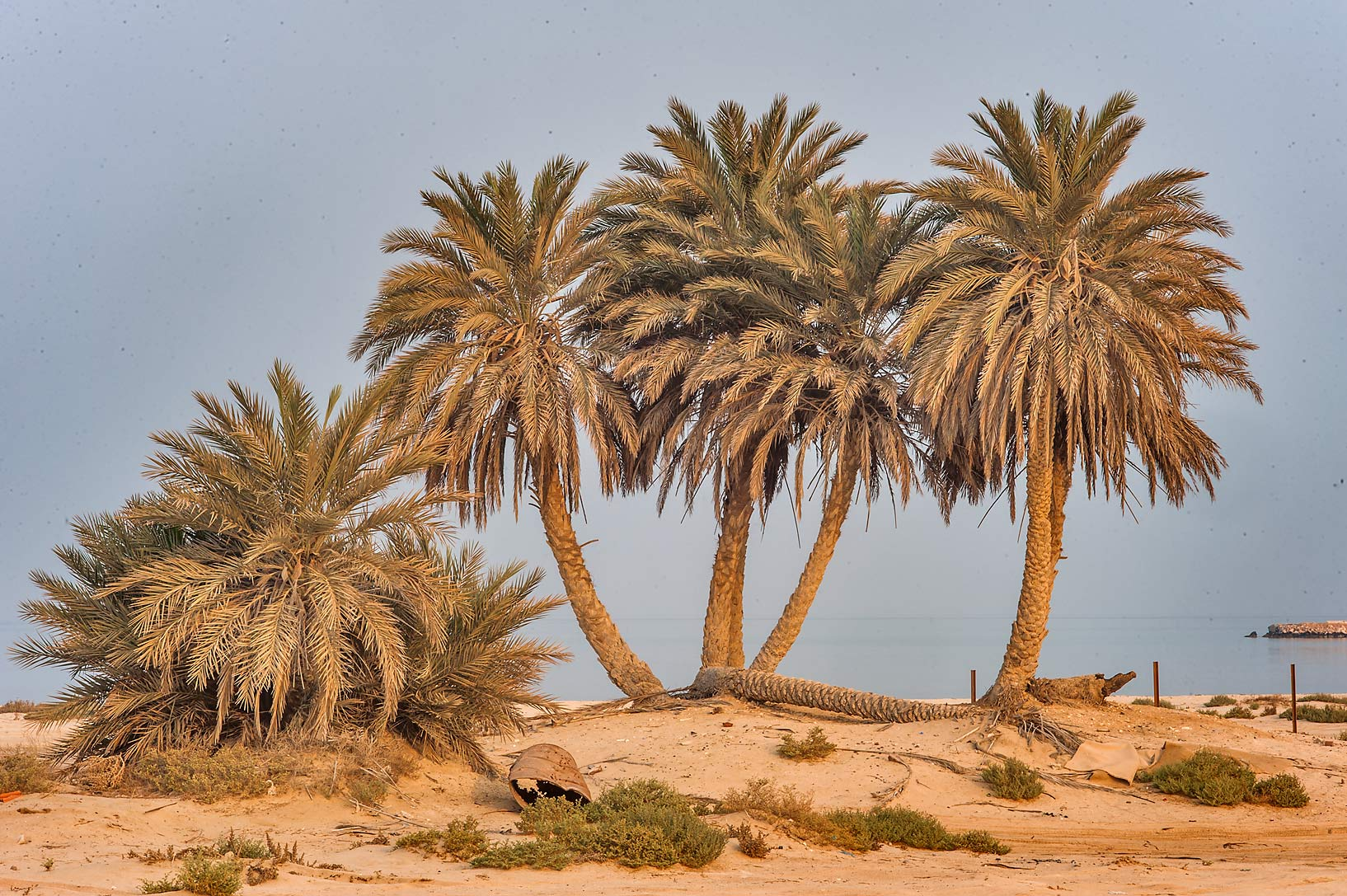
درختان نخل وحشی در نزدیکی ساحل ام‌باب در غرب قطر

اگرچه بیشتر خاک قطر را بیابان‌های شنی تشکیل می‌دهد، اما بخش کوچکی از کشور دارای مناطق پوشیده از پوشش گیاهی مانند درختان، نی‌ها و درختچه‌هایی چون تمر هندی، نی معمولی (phragmites) و میخک است. این نواحی عمدتاً در شرق کشور، نزدیک ساحل قرار دارند. عامل اصلی محدودکنندهٔ رشد گیاهان، کمبود آب است.
برخی ویژگی‌های جغرافیایی این کم‌آبی را اندکی جبران می‌کنند؛ از جمله روضهها (فرورفتگی‌هایی در سطح خاک) که به تغذیهٔ سفره‌های آب زیرزمینی کمک می‌کنند. این مکان‌ها معمولاً آسان‌ترین منابع آب زیرزمینی کم‌عمق‌اند و به‌همین‌سبب، دارای بیشترین پوشش گیاهان وحشی هستند.
در جنوب قطر که منابع آب بسیار محدودترند، گیاهان بیشتر در وادی‌ها (دره‌های خشک) یافت می‌شوند که با رواناب تپه‌های اطراف آبیاری می‌شوند، یا در روضه‌ها.
سبخه‌ها نیز از زیستگاه‌های گیاهی مهم هستند. پوشش گیاهی در سبخه‌ها به‌شدت به شوری خاک و میزان رطوبت وابسته است. سبخه‌های درون‌سرزمینی به‌علت شوری و خشکی بالا، پوشش گیاهی اندکی دارند. از جمله گیاهان مقاوم در این مناطق می‌توان به Zygophyllum qatarense، Anabasis setifera (در حاشیهٔ سبخه‌ها) و چمن شورزی Aeluropus lagopoides اشاره کرد.
در عوض، سبخه‌های ساحلی که بیرون از مناطق حرایی قرار دارند، پوشش گیاهی متراکمی دارند. جنس‌های رایج در این مناطق عبارت‌اند از Arthrocnemum، Halocnemum، Halopeplis و Limonium. گیاهان Halopeplis و Limonium بیشتر در زمین‌های شور، خشک و کمی مرتفع دیده می‌شوند، در حالی که Arthrocnemum و Halocnemum در زمین‌های پست و مرطوب‌تر رایج‌اند.

### جانوران

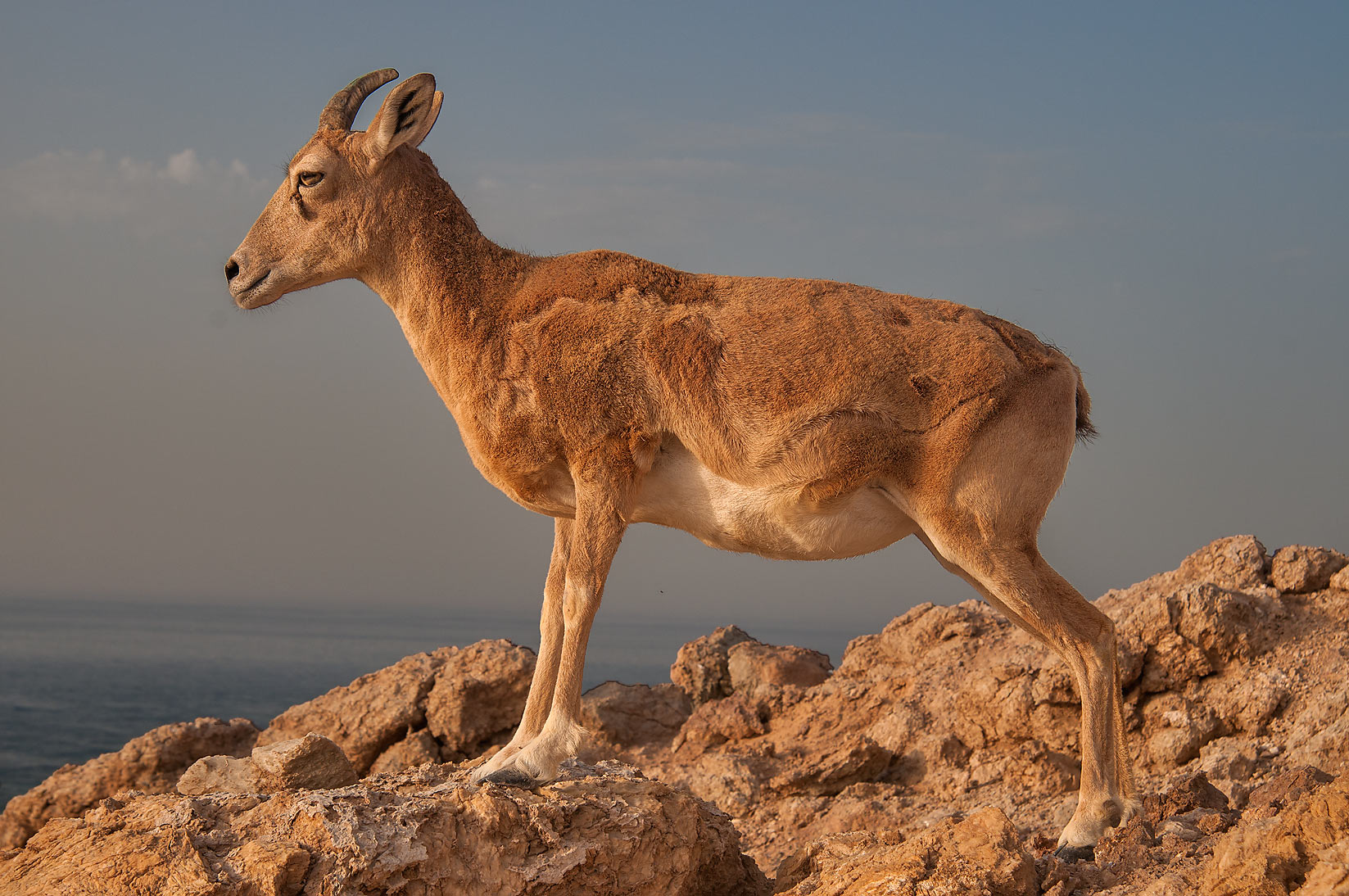
یک بز کوهی در جزیره حالول

در قطر ۲۱ گونه پستاندار شناسایی شده‌اند. پستانداران بزرگ خشکی‌زی همچون غزال عربی و شاخ‌پیچ عربی (اوریکس عربی) گونه‌هایی محافظت‌شده به‌شمار می‌آیند و در مناطق حفاظت‌شده نگهداری می‌شوند. تنها گونهٔ غزال بومی قطر، غزال عربی است که به‌نام محلی «ریم» شناخته می‌شود.
آب‌های سرزمینی قطر در خلیج فارس دارای زیست‌مندی دریایی غنی هستند. لاک‌پشت‌های دریایی به‌صورت گروهی در نوار ساحلی میان فویریت تا رأس لفان آشیانه می‌سازند. وزارت محیط زیست قطر برنامه‌های گشت‌زنی منظم در مناطق تخم‌گذاری این لاک‌پشت‌ها را اجرا می‌کند تا از حفظ آن‌ها اطمینان حاصل شود.
گراز دریایی‌ها (Dugong) از دیگر جانوران برجستهٔ دریایی قطرند که در آب‌های ساحلی این کشور به‌صورت گروهی دیده می‌شوند. در جریان مطالعات انجام‌شده در سال‌های ۱۹۸۶ و ۱۹۹۹ در خلیج فارس، بزرگ‌ترین تجمع این گونه، شامل بیش از ۶۰۰ فرد، در آب‌های غربی قطر مشاهده شد.